# Hatsukaichi
Hatsukaichi (japanska: 廿日市市  ?, Hatsukaichi-shi) är en stad i Hiroshima prefektur i Japan. Staden fick stadsrättigheter 1988.
Ön Itsukushima, även känd som Miyajima, tillhör Hatsukaichi. Ön är känd för shintohelgedomen Itsukushima som finns på Unescos världsarvslista.

## Galleri

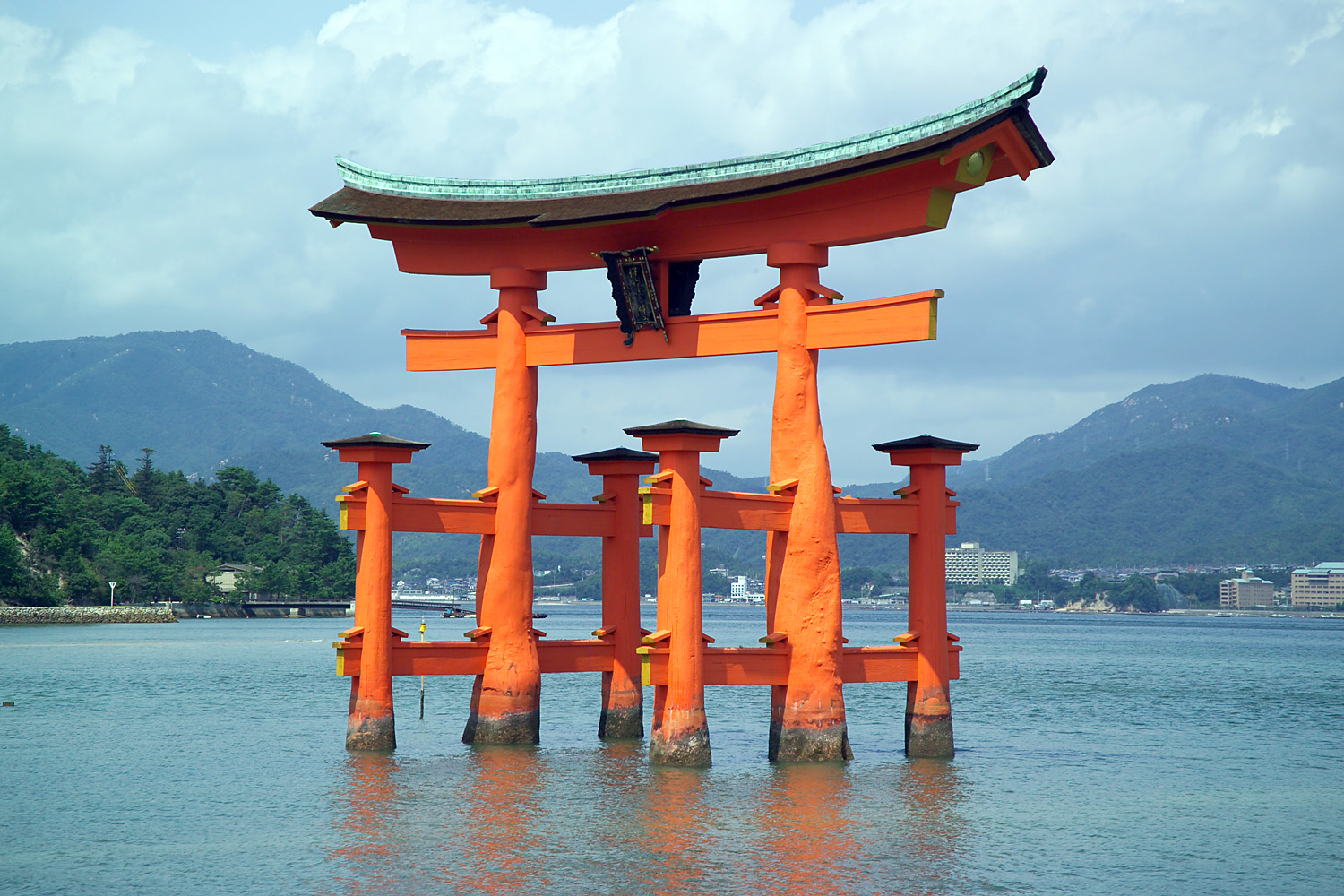
Itsukushima Torii
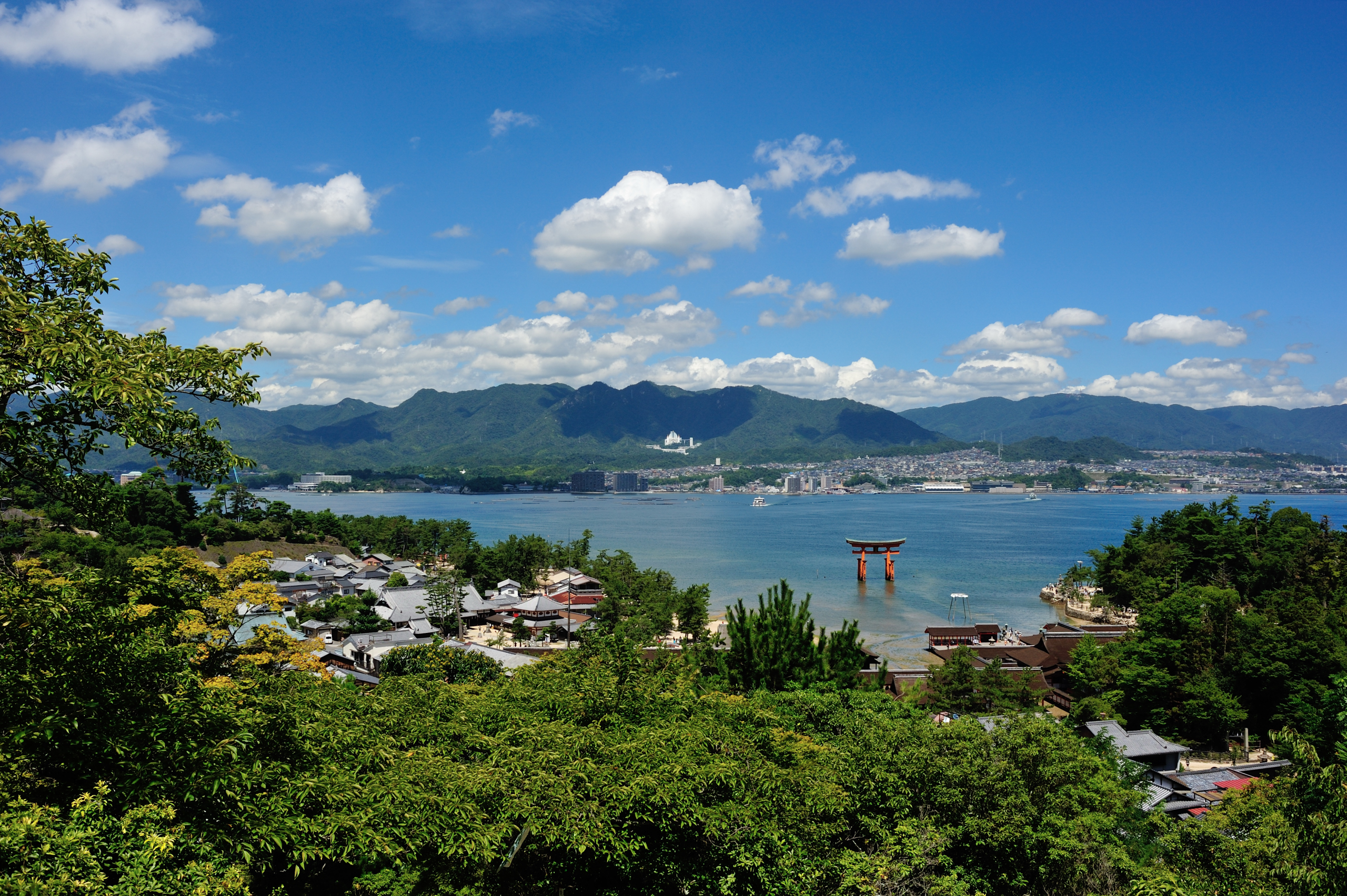
Itsukushima
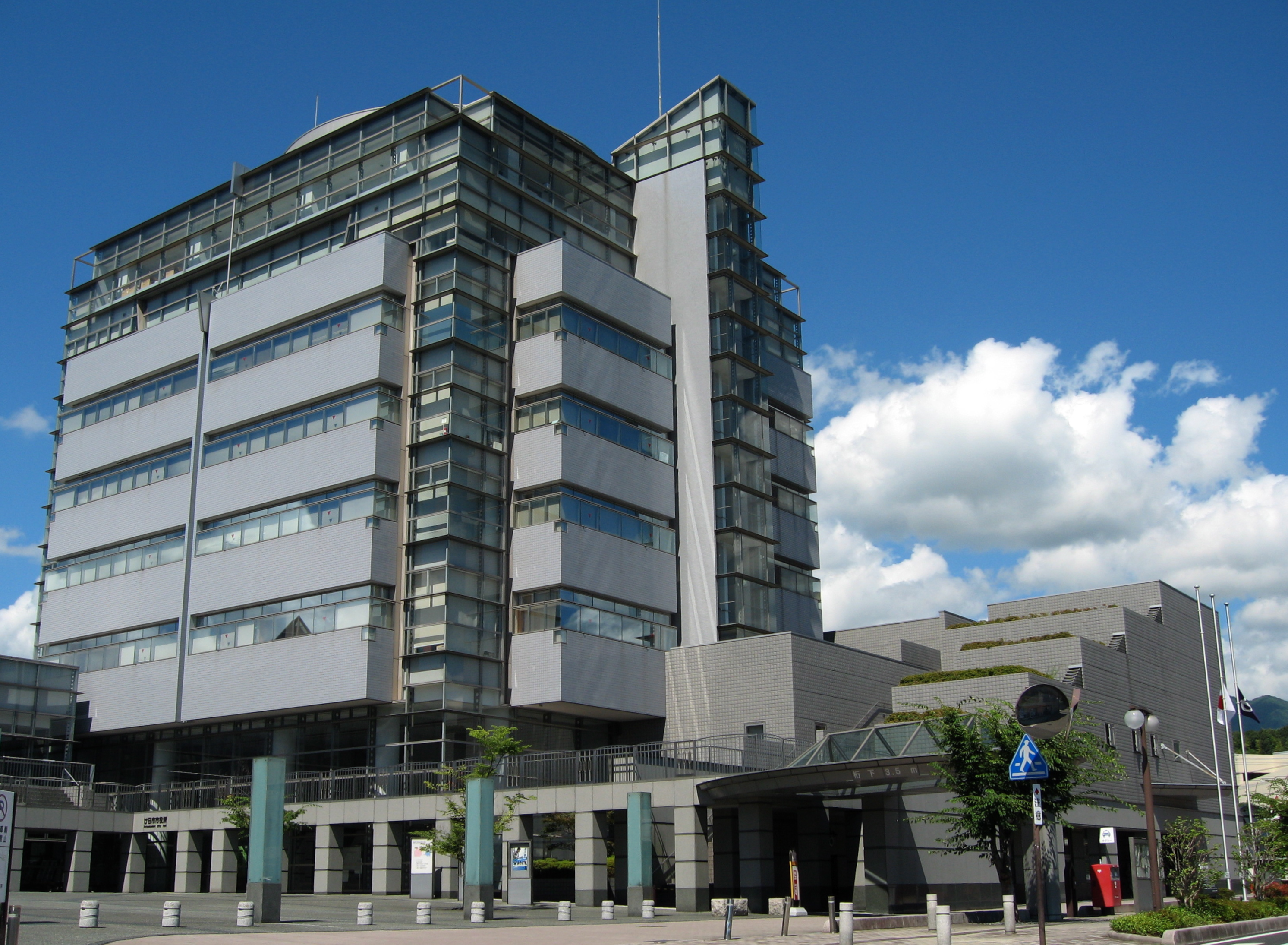
Stadshuset
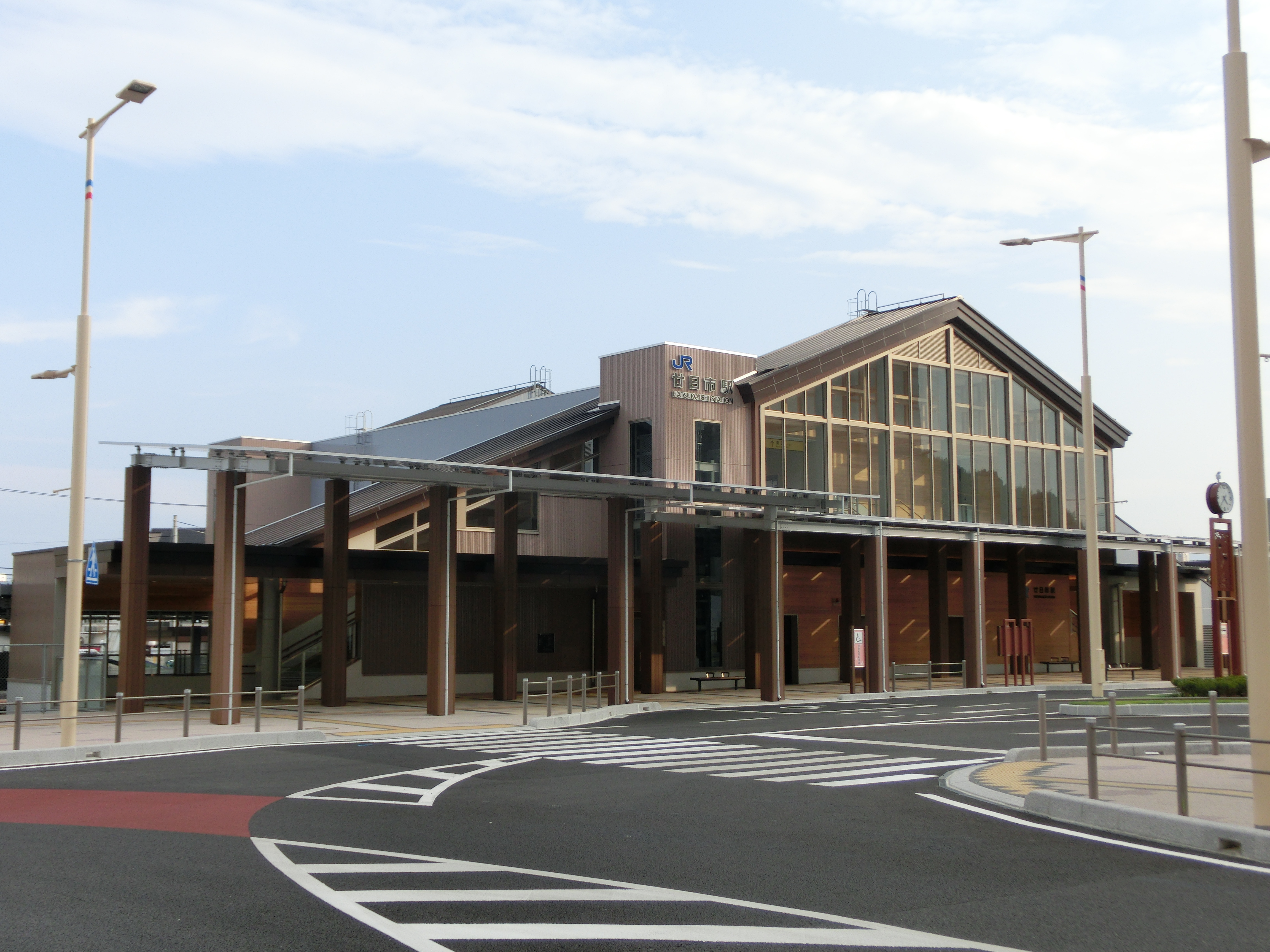
Hatsukaichi järnvägsstation